# James Gullen
James Gullen (Kippax, City of Leeds, West Yorkshire, 15 d'octubre de 1989) és un ciclista anglès, professional des del 2014 i actualment a l'equip JLT Condor.

## Palmarès
- 2016
  - Vencedor d'una etapa a l'An Post Rás
- 2017
  - 1r a l'An Post Rás
  - Vencedor d'una etapa al Tour de Taiwan